# Harriston, Virginia
Harriston är en ort i Augusta County i delstaten Virginia, USA.